# Њу Александрија (Пенсилванија)
Њу Александрија (енгл. New Alexandria) град је у америчкој савезној држави Пенсилванија.

## Демографија
По попису из 2010. године број становника је 560, што је 35 (-5,9%) становника мање него 2000. године.
| Група             | 2000.       | 2010.       |
| Белци             | 592 (99,5%) | 538 (96,1%) |
| Афроамериканци    | 0 (0,0%)    | 5 (0,9%)    |
| Азијати           | 1 (0,2%)    | 9 (1,6%)    |
| Хиспаноамериканци | 0 (0,0%)    | 0 (0,0%)    |
| Укупно            | 595         | 560         |